# Kuurdak
Le kuurdak (kirghize : куурдак, kuurdak), également appelé kuyrdak (kazakh : Қуырдақ, kuyrdak) est un plat des cuisines kazakhe et kirghize.

## Présentation
Il s'agit d'un plat constitué principalement de viande de mouton et d'oignons.